# Jabłonowo (gromada w powiecie wałeckim)
Jabłonowo – dawna gromada, czyli najmniejsza jednostka podziału terytorialnego Polskiej Rzeczypospolitej Ludowej w latach 1954–1972.
Gromady, z gromadzkimi radami narodowymi (GRN) jako organami władzy najniższego stopnia na wsi, funkcjonowały od reformy reorganizującej administrację wiejską przeprowadzonej jesienią 1954 do momentu ich zniesienia z dniem 1 stycznia 1973, tym samym wypierając organizację gminną w latach 1954–1972.
Gromadę Jabłonowo z siedzibą GRN w Jabłonowie utworzono – jako jedną z 8759 gromad na obszarze Polski – w powiecie wałeckim w woj. koszalińskim na mocy uchwały nr 43/54 WRN w Koszalinie z dnia 5 października 1954. W skład jednostki weszły obszary dotychczasowych gromad Jabłonowo, Piecnik i Lubno ze zniesionej gminy Dębołęka w tymże powiecie. Dla gromady ustalono 12 członków gromadzkiej rady narodowej.
1 stycznia 1958 do gromady Jabłonowo włączono wieś Toporzyk ze zniesionej gromady Górnica w tymże powiecie.
31 grudnia 1971 z gromady Jabłonowo wyłączono wsie Lubno i Omulno, włączając je do gromady Wałcz w tymże powiecie, po czym gromadę Jabłonowo zniesiono, a jej (pozostały) obszar włączono do gromady Mirosławiec tamże.